# Lars-Erik Moberg
Lars-Erik „Zeke” Moberg (ur. 7 sierpnia 1957) – szwedzki kajakarz, trzykrotny srebrny medalista olimpijski z Los Angeles.
Brał udział w trzech igrzyskach olimpijskich (IO 80, IO 84, IO 88). W 1984 – pod nieobecność zawodników z wielu krajów tzw. Bloku Wschodniego – po medale sięgnął w jedynce i dwójce na dystansie 500 metrów oraz czwórce na dystansie 1000 metrów. W drugiej konkurencji partnerował mu Per-Inge Bengtsson, w trzeciej osadę tworzyli również Bengtsson, Tommy Karls i Thomas Ohlsson. Zdobył osiem medali mistrzostw świata. Wywalczył złoto w czwórce na dystansie 1000 metrów w 1982 i 1985, srebro w czwórce na dystansie 500 metrów w 1981 i na dystansie 1000 metrów w 1987 oraz brąz w czwórce na dystansie 500 metrów w 1982 i 1985. W 1981 i 1982 był trzeci na dystansie 500 metrów w jedynce.